# Dicladispa parvula
Dicladispa parvula es una especie de insecto coleóptero de la familia Chrysomelidae.
Fue descrita científicamente en 1960 por Uhmann.